# 메디컬 인베스티게이션
《메디컬 인베스티게이션》(영어: Medical Investigation)은 NBC에서 2004년 9월 4일부터 2005년 3월 25일까지 방영한 미국의 의학 드라마 텔레비전 시리즈이다.

## 출연진
메인
- 닐 맥도너 - 스티븐 코너 의사 역
- 켈리 윌리엄스 - 내털리 듀랜트 의사 역
- 크리스토퍼 고럼 - 마일스 매케이브 의사 역
- 애나 벨냅 - 이바 로시 역
- 트로이 윈부시 - 프랭크 파월 역

## 우리말 녹음
KNN 성우진
- 홍시호 - 스티븐 코너 의사(닐 맥도너)
- 이향숙 - 내털리 듀랜트 의사(켈리 윌리엄스)
- 김영선 - 마일스 매케이브 의사(크리스토퍼 고럼)
- 은영선 - 이바 로시(애나 벨냅)
- 고재균 - 프랭크 파월(트로이 윈부시)